# Morpholeira kerteszii
Morpholeira kerteszii är en tvåvingeart som först beskrevs av Leander Czerny 1924.  Morpholeira kerteszii ingår i släktet Morpholeira, och familjen myllflugor. Arten har ej påträffats i Sverige.